# Principe variationnel en physique quantique
 (signalé en mai 2025).
Si vous disposez d'ouvrages ou d'articles de référence ou si vous connaissez des sites web de qualité traitant du thème abordé ici, merci de compléter l'article en donnant les références utiles à sa vérifiabilité et en les liant à la section « Notes et références ».
- Archive Wikiwix
- Bing
- Cairn
- DuckDuckGo
- E. Universalis
- Gallica
- Google
- G. Books
- G. News
- G. Scholar
- Persée
- Qwant
- (zh) Baidu
- (ru) Yandex
- (wd) trouver des œuvres sur Wikidata

L'énergie de l'état fondamental d'un système quantique {\displaystyle E_{0}} est une borne inférieure à la valeur moyenne de l'énergie calculée par toute fonction d'onde approchée normée {\displaystyle \Phi }
Le principe variationnel est utilisé pour optimiser les fonctions d'onde approchées. Il permet en outre d'établir les deux théorèmes de Hohenberg et Kohn.